# Директоріальна система

Швейцарія і Сан-Марино — єдині сучасні країни, які підтримують директоріальну систему влади.

Директоріальна республіка — країна, якою править колегія з кількох осіб, які спільно здійснюють повноваження глави держави або глави уряду.
У політичній історії, поняття директорія (від французького directoire), застосовують до вищих колегіальних установ країни, що складаються з членів, керованих директором. Найважливішою з усіх відомих директорій є Директорія 1795—1799 у Франції. Натхнення на створення цієї системи прийшло з Пенсильванської конституції 1776, яка включала колегію з 12 членів Вищої Виконавчої Ради з primus inter pares — президентом. Варіації цієї форми правління, що базуються на французькій моделі, були також встановлені в Європейських регіонах, завойованих Францією протягом Французьких революційних війн.
У минулому, Уругвай, Югославія (після 1974), Україна, та інші країни були під правлінням директорій. Уряд Радянського Союзу може певним чином бути схарактеризованим, як директорія, але він розвивався в дещо іншому способі.
Єдина країна, що зараз використовує цю форму правління, є Швейцарія (і, в меншій мірі, Сан-Марино), де директорії керують всіма рівнями адміністрації федеральної, кантонної і муніципальної. Федеральна рада Швейцарії обирається парламентом на 4 роки (члени ради не можуть бути звільнені), і складається з семи членів, серед яких є президент та віце-президент, хоча вони й є символічні. Між парламентом та Федеральною Радою нема відносин довіри. Це — спільна система правління, яка відображає неоднорідність і багатоетнічність Швейцарців. На місцевому (локальному) рівні використовуються прямі народні вибори.

## Визначення
Директоріальна система — це система правління, в якій виконавча влада розділена між визначеною кількістю осіб, що є рівними. Дехто сперечається, що Діархії (наприклад, Андрорра) є директоріями, так як виконавча влада є в руках більше, ніж одної особи.[джерело?] Ізраїльська парламентська система, кодифікований, оптимізований варіант Вестмінстерської системи, згідно якої виконавчою владою наділений багаточленний Уряд Ізраїлю, на противагу до президента, що працює, прислухаючись порад уряду у нормальній Вестмінстерській системі, може вважатись напів-директоріальною.

## Приклади

### Сучасні
- Федеральна рада Швейцарії
- Капітани-регенти Сан-Марино
- Президія Боснії і Герцеговини

### Колишні
- Вища виконавча рада співдружності Пенсильванія
- Президентство Югославії
- Уругвайська Національна адміністративна рада
- Директорія Української Народної Республіки
- Французька Директорія
- Радянський Союз
- Цизальпійська республіка з 1795 до 1799
- Циспаданська республіка з 1796 до 1797
- Римська республіка (1798–1799) з 1798 до 1799
- Партенопейська республіка у 1799
- Римська республіка (1849) з 1849 до 1850 (тріумвірат)